# 犬井善壽
犬井 善壽（いぬい よしひさ、1942年(昭和17年) - ）は、国文学者、筑波大学名誉教授。
東京教育大学大学院、横浜国立大学助教授、1978年日本古典文学会賞受賞。1979年筑波大学助教授、教授、1996年定年退官、名誉教授。2023年、瑞宝中綬章受章。

## 著書
- 『点になる小論文・作文 合格への近みち』中道館、1983

### 校訂など
- 『鎌倉本保元物語』北川忠彦、竹川房子共編　三弥井書店 伝承文学資料集、1974
- 『保元物語・平治物語』水原一共編著 加藤中道館、1976
- 『流布本平家物語』編著 加藤中道館、1980 - 1984
- 『長門本平家物語の総合研究』全5巻 麻原美子、名波弘彰共編 勉誠出版、1998 - 2000
- 『新編日本古典文学全集 将門記 陸奥話記 保元物語 平治物語』柳瀬喜代志、松林靖明、矢代和夫、信太周共校注・訳 小学館、2002

## 参考
- 『新編日本古典文学全集』校訂者紹介